# لو كلاين
لو كلاين (بالإنجليزية: Lou Klein)‏ هو لاعب كرة قاعدة أمريكي، ولد في 22 أكتوبر 1918 في نيو أورلينز في الولايات المتحدة، وتوفي في 20 يونيو 1976 في ميتايري في الولايات المتحدة.

## وصلات خارجية
- لو كلاين على موقع دوري كرة القاعدة الرئيسي (الإنجليزية)
- لو كلاين على موقعبيزبول رفرنس.كوم (الدوري الرئيسي) (الإنجليزية)
- لو كلاين على موقعبيزبول رفرنس.كوم (الدوري الثانوي) (الإنجليزية)
- لو كلاين على موقع جمعية أبحاث البيسبول الأمريكية (الإنجليزية)
- لو كلاين على موقع إي إس بي إن.كوم (أم.أل.بي) (الإنجليزية)
- لو كلاين على موقع مشجعي الرسوم البيانية (الإنجليزية)